# Agrostis aberrans
Agrostis aberrans é uma espécie de gramínea do gênero Agrostis, pertencente à família Poaceae.